# Hans-Peter Fink
Hans-Peter Fink (* 20. Januar 1949) ist ein deutscher Physiker, außerplanmäßiger Professor für Biopolymerforschung der Universität Potsdam und Honorarprofessor der Universität Kassel. Von 2006 bis 2015 leitete er das Fraunhofer-Institut für Angewandte Polymerforschung in Potsdam-Golm, dem er zurzeit als Senior Advisor zur Seite steht. 

## Leben
Hans-Peter Fink studierte an der Universität Rostock Physik mit anschließendem Forschungsstudium bis 1975. An dieser Universität erfolgten 1977 die Promotion sowie 1991 die Habilitation. Von 1975 bis 1991 arbeitete er am Institut für Polymerenchemie der Akademie der Wissenschaften der DDR in Teltow-Seehof mit mehrmonatigen Aufenthalten als Gastwissenschaftler an den Universitäten Helsinki und Sapporo. Hans-Peter Fink war seit der Gründung 1992 am Fraunhofer-Institut für Angewandte Polymerforschung tätig, dabei von 2006 bis zum Renteneintritt 2015 als Institutsleiter.

## Mitgliedschaften
Fink ist unter anderem Mitglied der Fraunhofer-Gesellschaft, der Gesellschaft Deutscher Chemiker, des Vereins Zellcheming, des Berlin-Brandenburgischen Verbandes für Polymerforschung, des wissenschaftlichen Beirats des Faserinstituts Bremen sowie des Editorial Boards einer Reihe von internationalen Fachzeitschriften (Carbohydrate Polymers, Cellulose, Cellulose Chemistry & Technology, Natural Fibres, Polimery).

## Auszeichnungen
- 1987: Gustav-Hertz-Preis der Physikalischen Gesellschaft der DDR[2]
- 2002: Dr. Edmund Thiele-Denkmünze des Vereins Zellcheming
- 2002: Jisuke Hayashi Award der Cellulose Society of Japan
- 2012: Anselme Payen Award der Cellulose and Renewable Materials Division der American Chemical Society[3]
- 2015: Fraunhofer-Medaille

## Publikationen (Auswahl)
- H.-P. Fink, D. Hofmann: Taylor-made Polymer Research – 20 Years Fraunhofer IAP. Fraunhofer IAP 2013
- H.-P. Fink, P. Weigel, H. J. Purz, J. Ganster: Structure formation of regenerated cellulose materials from NMMO-solutions. In: Progress in Polymer Science. 26, 2001, S. 1473–1524
- D. Klemm, B. Heublein, H.-P. Fink, A. Bohn: Cellulose: Fascinating Biopolymer and Sustainable Raw Material. In: Angewandte Chemie International Edition. 44, 2005, S. 2–37
- H.-P. Fink, A. Lehmann, J. Ganster: Bio-based carbon fibers – efforts and prospects. In: Technische Textilien/Technical Textiles. 2, 2013, S. 29–30
- J. Ganster, H.-P. Fink: Novel cellulose fibre reinforced thermoplastic materials. In: Cellulose. 13, 2006, S. 271–280
- O. Faruk, A.K. Bledzki, H.-P. Fink, M. Sain: Biocomposites reinforced with natural fibers: 2000-2010. In:  Progress in polymer science. 37, 2011, S. 1552–1596
- H.-P. Fink, J. Ganster, A. Lehmann: Progress in cellulose shaping: 20 years industrial case studies at Fraunhofer IAP. In: Cellulose. 21, 2014, S. 31–51